# Maurel & Prom
Maurel & Prom é uma empresa petrolífera especializada na produção de hidrocarbonetos. Está cotada na Euronext Paris e tem a sua sede social em Paris.
O Grupo gera a maior parte de seus negócios na África através da exploração de ativos de produção onshore (no Gabão e na Tanzânia) e uma participação significativa na SEPLAT, um dos principais operadores locais na Nigéria.
Desde 16 de fevereiro de 2017, a Maurel & Prom conta com o apoio da PIEP, subsidiária da petroleira Pertamina, e tem como objetivo ser a plataforma internacional de desenvolvimento das atividades de upstream da Pertamina e PIEP.